# Kriebstein (borg)

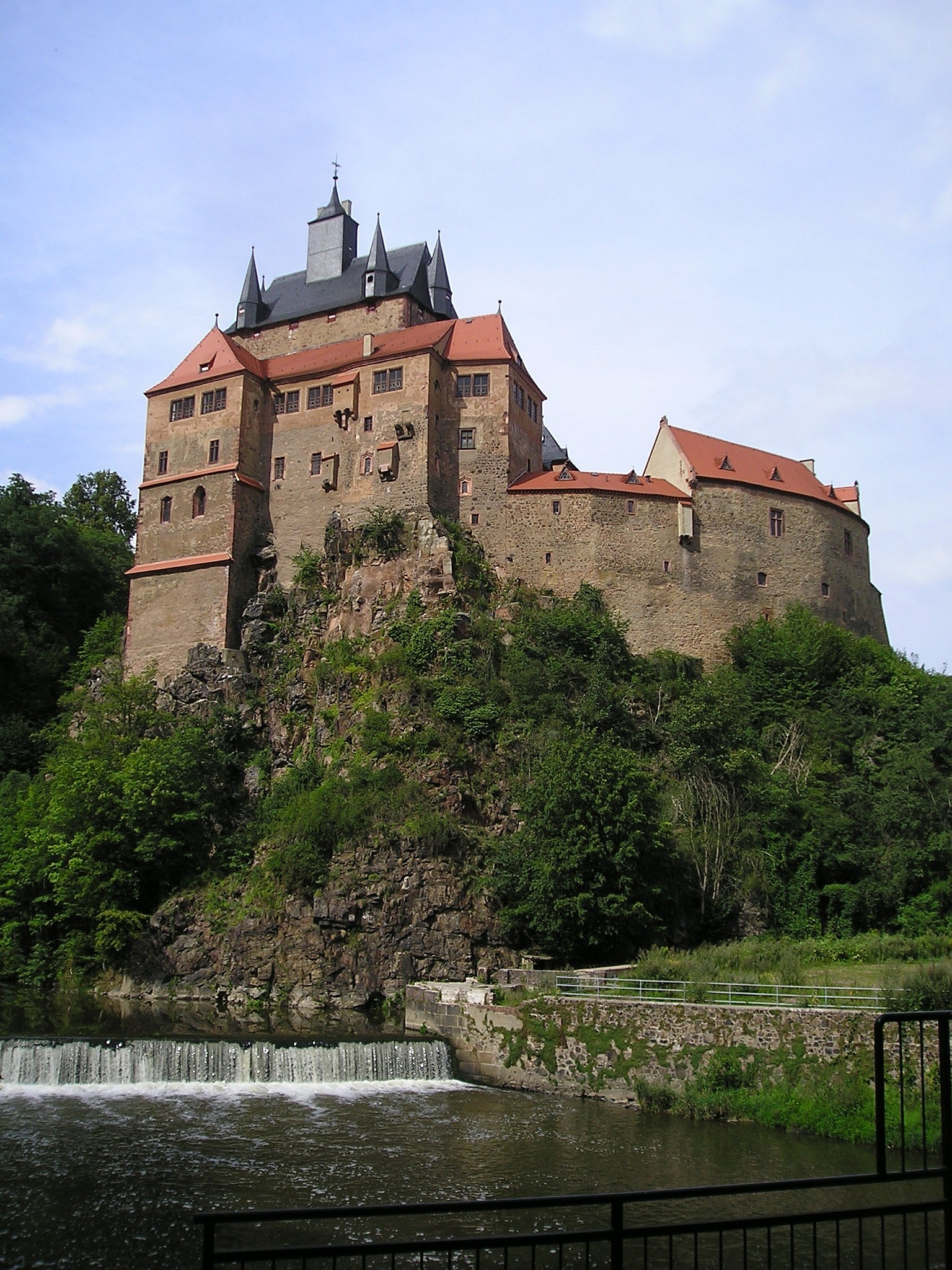
Kriebstein

Kriebstein är en borg i kommunen Kriebstein i Sachsen. Borgen har gett byn Kriebstein sitt namn. Borgen ligger på en klippa över floden Zschopau som omger borgen på tre sidor.

## Historia
Borgen byggdes i 1300-talet och dokumenterades först år 1384. Den var i början säte åt Dietrich von Beerwalde som dog 1408. Hugold von Schleinitz köpte borgen från Dietrichs familj 1465 och lät den ombygga samt utökaa. Arkitekten var Arnold af Westfalen. Efter Hugolds död år 1490 såldes borgen flera gånger, men den blev inte ändrat tills adelsfamiljen von Schönberg köpte den under 1700-talet. Flera byggnader fick fler våningar. Året 1825 köpte Hanscarl von Arnim borgen, som var i besittning av familjen fram till 1945. Byggmästaren Karl Moritz Haenel ändrade delar av slottet i nygotisk stil 1866–1868.
1930 grundades ett museum i borgen. I september 1945 exproprierades borgen. Den användes av skogsförvaltningen fram till 1949. Den 6 augusti 1949 öppnades museet igen. Borgen och museet är egendom av delstaten Sachsen sedan 1993.
En del av greve Heinrich von Lehndorff-Steinorts (1909-1944) skatt hittades 1986 i ett torn. Flera föremål fick familjen tillbaka 2011 och andra stannade i borgens museum.